# Národní park Los Alerces
Národní park Los Alerces je rozsáhlé chráněné území v Argentině. Nachází se v provincii Chubut, v patagonských Andách na hranicích s Chile. Založen byl v roce 1937 a má rozlohu 259 570 ha. Od roku 2007 je součástí Severopatagonské andské biosférické rezervace a od roku 2017 je jeho podstatná část zařazena na seznam světového přírodního dědictví UNESCO. Na jeho území se nachází mnoho horských jezer (např. Futalaufquen, Verde, Krüger, Rivadavia, Menéndez) a vodní nádrž Amutui Quimey. Soustava těchto jezer spadá do povodí řeky Futaleufú, která je součástí povodí řeky Yelcho ústící do Tichého oceánu. Nadmořská výška některých vrcholů v parku přesahuje 2 000 m n. m.
Ze zdejších zástupců fauny lze jmenovat např. ptáky jako štidlák červenkovitý, holub chilský, kachna bystřinná, ze savců zde žije kočka tmavá, pudu jižní, huemul jižní, vydra jižní, z obojživelníků Batrachyla fitzroya (endemit jezera Menéndez) a Batrachyla antartandica. Roste zde strom fitzroya cypřišovitá, která je jedním z charakteristických představitelů ekoregionu stálezeleného Valdivijského deštného lesa mírného pásu. Fitzroya může dorůstat výšky až 45 m a patří k nejvyšším stromům světa.

## Galerie

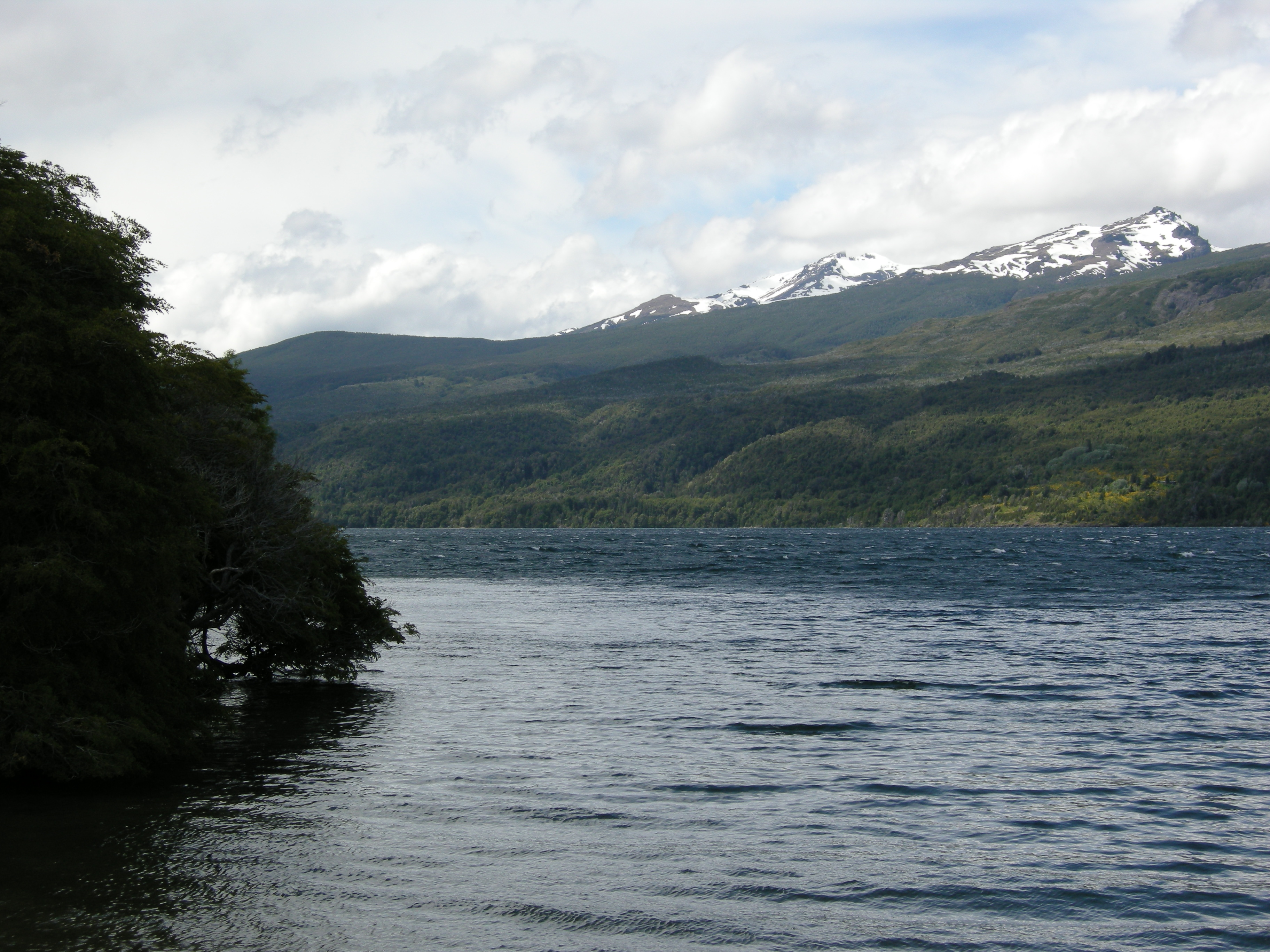
jezero Futalaufquen
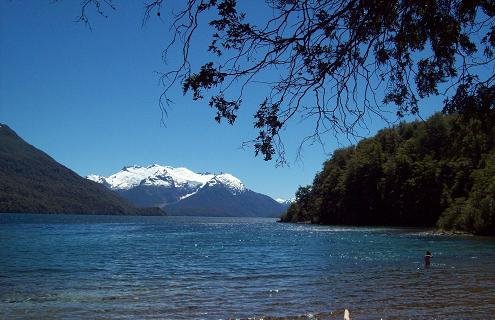
jezero Menendez
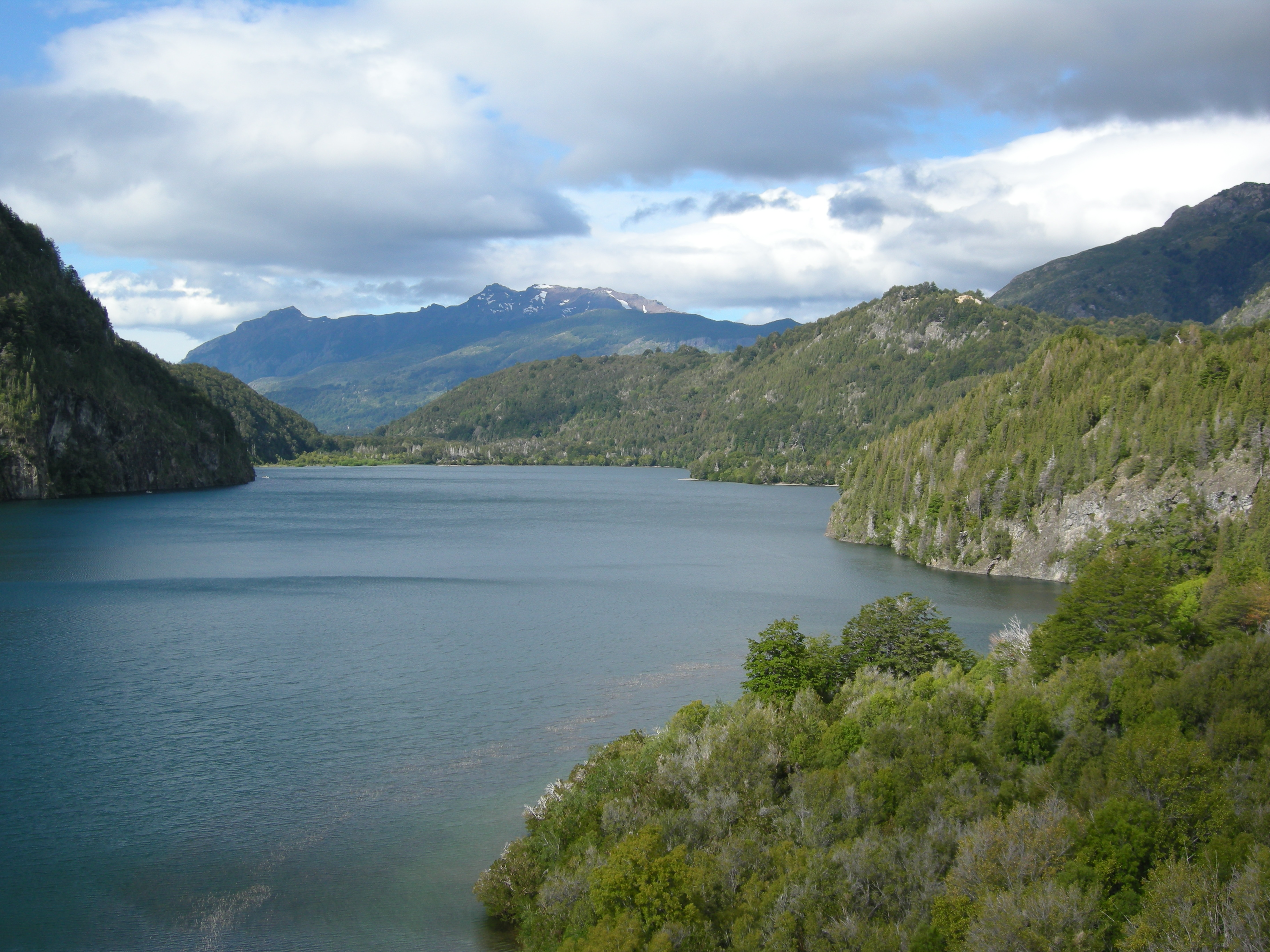
jezero Verde
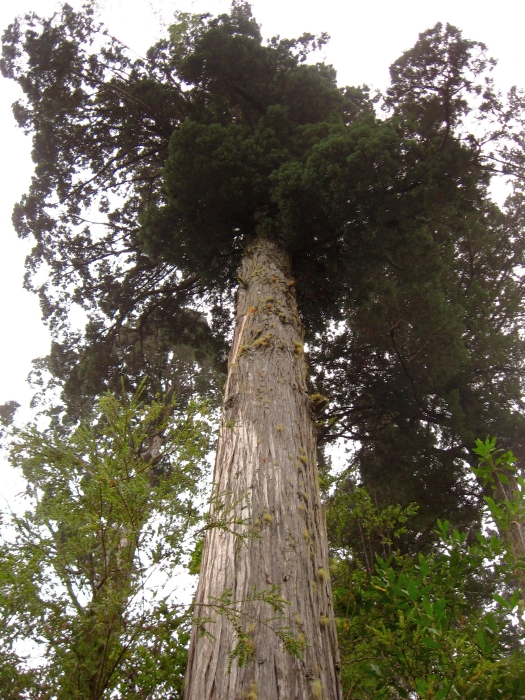
Fitzroya cypřišovitá